# Pure Fantasy
Pure Fantasy was een Nederlandstalig tijdschrift dat korte fantasy-, sciencefiction- en horrorverhalen van schrijvers uit Nederland en België publiceert. Het kwam vier keer per jaar uit. Daarnaast organiseerde het blad de Unleash Award.
Het blad is opgericht door fantasy-auteur Alex de Jong en heeft onder meer verhalen van Peter Schaap en Tais Teng gepubliceerd. Tot 2008 was de uitgever zelf ook de hoofdredacteur. In 2008 werd Bianca Mastenbroek hoofdredactrice van het blad. In 2011 kwam het hoofdredacteurschap weer bij de uitgever, zodat hoofdredactrice Mastenbroek haar schrijfcarrière verder kon opbouwen. 
Eind 2011 verscheen het 25e officiële nummer van het verhalenmagazine. Onofficieel was het de dertigste uitgave. Inmiddels zijn sinds de oprichting eind 2004 in zeven jaar honderd verschillende auteurs met hun verhalen in PF verschenen en werden er meer dan 250 verhalen gepubliceerd.